# Take It Away (canción de The Used)
«Take It Away» (Llevatela) es el primer sencillo del álbum In Love and Death del grupo estadounidense The Used.
La canción  se llevó un puesto número 13 en el Hot Alternative Songs de Billboard y es una de las más populares de la banda.
Además fue la causantante de que In Love And Death tuviera un puesto número 6 en el Billboard Hot 200.
La canción tiene influencias Post Hardcore y Emo Punk.
Además tiene un ritmo muy pegajoso y una batería muy potente sin contar los desgarradores gritos que han hecho que la canción haya sido calificada de 9/10 por All Music.
En la canción (1:13) Bert canta "In a Chemical Romance" totalmente atribuido a la relación que tenían con la banda de "Gerard Way" en 2004. 
Al igual que en el vídeo "I'm Not Okay (I Promise)" de "My Chemical Romance" en el puente de la canción  dice "If you ever felt, Used". 

## Canciones
CD uno/7" vinilo:
1. "Take It Away"
2. "All That I've Got" (Vivo - Soma)

CD two:
1. "Take It Away"
2. "The Taste of Ink" (Vivo - Soma)
3. "Take It Away" (Vivo - Soma)

## Créditos
- Bert McCracken - screaming, voz, programación
- Quinn Allman - guitarra, voz
- Jeph Howard - bajo, voz
- Branden Steineckert - batería, percusión, voz, programación
- Danny Lohner - programación
- Josh Eustis - programación